# Le Quotidien jurassien
Le Quotidien jurassien est un quotidien suisse édité à Delémont, dans le  canton du Jura. Il est né le 1er juin 1993 de la fusion entre Le Pays, édité à Porrentruy depuis 1873 et Le Démocrate, édité à Delémont depuis 1877.

## Description
La fusion des deux titres correspondait à une nécessité économique. Le tirage s'élève à 21 004 exemplaires.

## Plumes célèbres
- Jacques Houriet, Prix Jean Dumur 2002